# Boezem (Rotterdam)

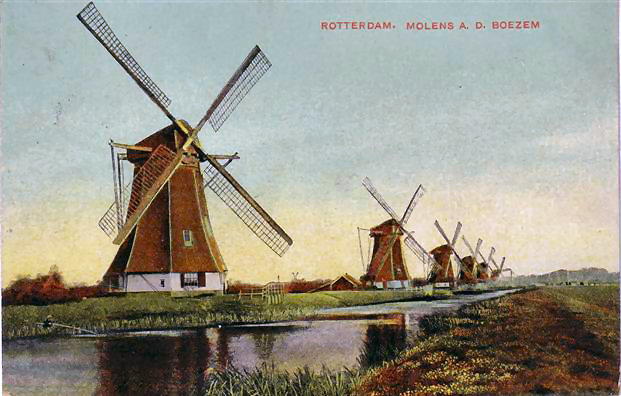
Molens aan de Boezem in Rotterdam

De Boezem is een water in Rotterdam, in de Nederlandse provincie Zuid-Holland. Het vormt de verbinding tussen de Rotte en de Nieuwe Maas.
Vanwege de droogmakerijen ten noorden van Rotterdam werd door een toenemend aantal polders op de Rotte geloosd. De Rotte had binnen de bebouwde kom van Rotterdam een smal en bochtig verloop, waardoor regelmatig sprake was van wateroverlast.
Op 14 januari 1769 werd door de Staten van Holland en West-Friesland een octrooi verleend om, tot ontlasting van de Rotte, een afwateringskanaal te graven in de polder Rubroek, dit kanaal kreeg de algemene naam Boezem.
Het overtollige water kon door een sluis bij de Oostpoort ontlast worden in de Nieuwe Maas. De aanbesteding van de Hoge- en Lageboezem, de Boezemsluis en de watermolens vond plaats op 25 april 1772. Eerst in 1854 werd nog een reserveboezem gegraven.
Ter hoogte van Crooswijk werd een aftakking gemaakt die uit twee delen bestond: een lage boezem, waarvan het water op het peil van de Rotte was, en een hoge boezem, die op de Maas loosde. Tussen de lage en de hoge boezem werden acht molens gebouwd die het water oppompten van het Rotteniveau naar het Maasniveau. In 1854 werd nog een reserveboezem aangelegd als bergingbekken bij overvloedige regenval.
In 1897 werd aan de Admiraliteitskade in Rotterdam een stoomgemaal gebouwd dat in 1899 in gebruik werd genomen. Toen dit gemaal in gebruik was genomen konden de acht molens buiten gebruik worden gesteld en delen van de lage en hoge boezem en de complete reserveboezem worden gedempt. Op de plaats van de reserveboezem verscheen de buurt Nieuw-Crooswijk.
Singels: Bergsingel · Croowijksesingel · Heemraadssingel · Noordsingel · Provenierssingel · Westersingel

Bergsingel ·
Botersloot ·
Boezemsingel ·
Coolsingel ·
Crooswijksesingel ·
Diergaardesingel ·
Goudsesingel ·
Heemraadssingel ·
Noordsingel ·
Pompenburgsingel ·
Provenierssingel ·
Schiedamsesingel ·
Spoorsingel ·
Westersingel